# جو ليدلي

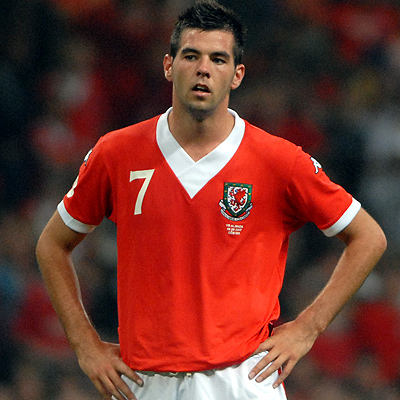

جوزيف كريستوفر ليدلي (بالإنجليزية: Joseph Christopher Ledley)‏ (مواليد 21 يناير 1987 في كارديف) لاعب كرة قدم ويلزي دولي يجيد اللعب في خط الوسط . يلعب حاليا لصالح نادي سيلتيك الاسكتلندي منذ 2010 .

## روابط خارجية
- جو ليدلي على موقع الاتحاد الأوربي (الإنجليزية)
- جو ليدلي على موقع قاعدة بيانات كرة القدم.إي يو (الإنجليزية)
- جو ليدلي على موقع ناشيونال فوتبول تيمز (الإنجليزية)
- جو ليدلي على موقع Soccerbase.com (لاعب) (الإنجليزية)
- جو ليدلي على موقع Soccerway.com (الإنجليزية)
- جو ليدلي على موقع عالم كرة القدم.نت (الإنجليزية)
- جو ليدلي على موقع كووورة
- جو ليدلي على موقع AS.com (الإسبانية)